# Бозентино
Бозентино (итал. Bosentino) је насеље у Италији у округу Тренто, региону Трентино-Јужни Тирол.
Према процени из 2011. у насељу је живело 728 становника. Насеље се налази на надморској висини од 681 м.

## Становништво
| 1931. | 1936. | 1951. | 1961. | 1971. | 1981. | 1991. | 2001. | 2011. |
| ----- | ----- | ----- | ----- | ----- | ----- | ----- | ----- | ----- |
| 710   | 620   | 615   | 564   | 577   | 577   | 597   | 694   | 829   |